# Wapen van Ameland

Het wapen van Ameland

Het wapen van Ameland werd op 25 maart 1818 door de Hoge Raad van Adel bevestigd aan de toenmalige Grietenij en wordt tot op heden gebruikt voor de gemeente Ameland. Over de herkomst van het wapen is niet veel bekend.

## Geschiedenis
Het wapen van Ameland is sinds de 16e eeuw, in licht gewijzigde vorm, in gebruik. Het begon als wapen van de heerlijkheid Ameland, in het begin werd de maan ook wel de andere kant op afgebeeld. Omdat een regel in de heraldiek stelt dat figuren bij voorkeur heraldisch (van achter het wapen gezien) naar rechts kijken is de maan gedraaid. In 1958 wilde de gemeente de maan weer afgewend hebben, dit voorstel is echter nooit bij de Hoge Raad van Adel ingediend.

## Blazoen
De beschrijving van het wapen van Ameland luidt als volgt:
In de lengte doorsneden, de regter helft van goud, beladen met 3 zwarte dwarsbalken van de regter boven naar de linker beneden hoek nederdalende; de linkerhelft van azuur beladen met een wasschende maan van zilver.
Dit betekent dat het wapen van boven naar beneden doorsneden is, de rechter helft is van goud met 3 zwarte balken welke heraldisch rechtsboven beginnen en linksonder eindigen. De linkerhelft is blauw met daarop een zilveren wassende maan. Het schild wordt gedekt door een gouden kroon met 5 bladeren en 5 parels afgebeeld.

### Rijmpje
Op Ameland wordt de herkomst van het wapen verteld in een rijmpje, daarin wordt verteld dat er drie balken op Terschelling gestolen werden en dat dit voortaan in het wapen afgebeeld zou worden. Het verhaal van het wapen van Ameland kan worden beschouwd als een mythe. Het rijmpje gaat als volgt:
De Amelander schalken,
stalen eens drie balken,
des avonds in de maneschijn,
daarom zal dit hun wapen zijn.
De balken zouden gestolen zijn om een galg op Ameland te kunnen bouwen.

## Alternatief wapen
Ameland heeft in 1982 veel discussie gehad over naaktrecreatie. De wethouder van buurgemeente Schiermonnikoog heeft daarop een alternatief wapen en rijmpje ontworpen. Ameland heeft dit wapen toen eenmalig op briefpapier af laten drukken. Het wapen toont een doorsneden schild met op de rechterzijde niet de drie balken maar drie naaktrecreanten. In plaats van een wassende maan staat er een zon afgebeeld.
Het rijmpje ging als volgt:
Drie Amelander schalken,
verboden eens het zwalken,
van bloterikken in de zonneschijn,
daarom zal dit voortaan hun wapen zijn.

## Verwant wapen

Het wapen van Amelander Grieën